# 十万大山刘树蛙
十万大山刘树蛙（学名：Liuixalus shiwandashan）一种分布于中国广西壮族自治区十万大山地区的两栖动物，隶属于树蛙科刘树蛙属。其种加词“shiwandashan”意为“十万大山的”。

## 形态特征
海南刘树蛙体型较小，雄蛙体长16.2～18.5毫米，雌蛙19.2～19.6毫米。体背和体侧黄棕色；背部具“)(”形棕色斑纹；四肢背面黄色并有棕色横纹；身体腹面为黄白色无斑纹或为白色带有稀疏黑色斑点。

## 保护
本种于2023年被收录入《有重要生态、科学、社会价值的陆生野生动物名录》。